# Theodrata
Theodrada, född 784, död mellan 844 och 853, var en frankisk prinsessa och abbedissa av Argenteuil. Hon var dotter till Karl den store och Fastrada.
Theodrada var Karl den stores tolfte barn. Liksom sina syskon växte hon upp i Aachen och fick en hög bildning av privatlärare. 
Hon förblev ogift: Karl den store ville inte låta sina döttrar gifta sig, möjligen för att han betraktade eventuella svärsöner och dottersöner som potentiella politiska problem. Efter sin fars död 814 blev hon och hennes systrar förvisade av sin bror Ludvig den fromme till de kloster som tidigare förlänats till dem av deras far som deras pension. 
Hon noterades vara abbedissa i Notre-Dame d'Argenteuil vid sin fars död år 814. Det nämns 828 att hon hade förlänats Argenteuil av sin far och att klostret inte låg under klostret i Saint-Denis utan enbart direkt under kejsaren och var självstyrande; detta nämns i samband med att Theodrata samma år överförde sitt kloster under Saint-Denis på villkor att hon förfogade över det på livstid om hon inte frivilligt avstod det, och att hon i så fall skulle kompenseras med ett nytt. 